# Linumhorst

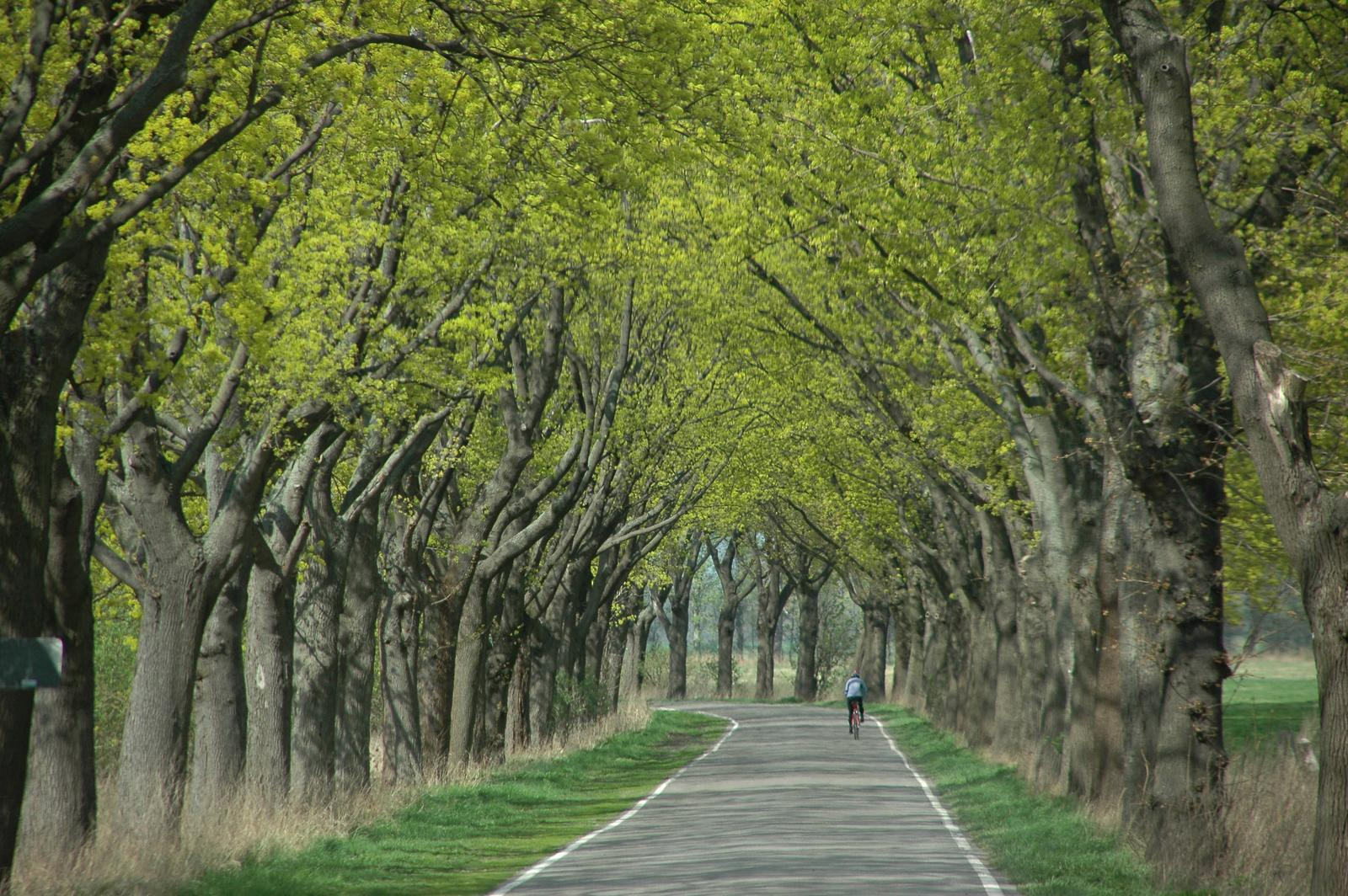
Die Linumhorster Straße, Allee des Jahres 2011

Linumhorst ist ein bewohnter Gemeindeteil der Stadt Kremmen im Landkreis Oberhavel im Land Brandenburg.

## Geschichte
Im Januar 1938 mit dem Namen Linum-Horst gegründet (damalige Verwaltung durch die Kreisstadt Nauen), wurde der heutige Gemeindeteil Linumhorst im Jahr 2008 70 Jahre alt.

## Geografie
Die Siedlung Linumhorst liegt im Rhinluch, inmitten einer ausgedehnten Niederungslandschaft, zwischen dem Kremmener Luch und dem Ländchen Glien. Das gesamte Rhinluch ist ein flaches Niedermoorgebiet in Brandenburg.

## Landschaft
Die Linumhorster Straße, einziger öffentlicher Verkehrsweg nach Linumhorst wurde vom BUND zur Allee des Jahres 2011 gekürt. 